# Bildtafel der Verkehrszeichen in Dänemark
Die Bildtafel der Verkehrszeichen in Dänemark zeigt eine Auswahl wichtiger Verkehrszeichen in Dänemark. Sie sind im Samlet oversigt over varianter af færdselstavler, vejvisningstavler samt kant- og baggrundsafmærkninger geregelt.

## A: Warnzeichen

A11: Vorfahrt an Kreuzungen
A12.1: Vorfahrt an Einmündungen
A16: Kreisverkehr
A17: Fußgängerübergang
A18: Gegenverkehr
A19: Lichtzeichenanlage
A20: Stau
A21: Radfahrer
A22: Kinder
A23: Reiter
A26: Wildwechsel
A27: Viehtrieb
A31: Schleudergefahr
A33: Splitt, Schotter
A34: Steinschlag
A35: Seitlicher Absatz
A36: Bremsschwelle
A37: Unebene Fahrbahn
A39: Baustelle
A41.1: Kurve (rechts)
A41.2: Kurve (links)
A42.1: Doppelkurve (zunächst rechts)
A42.2: Doppelkurve (zunächst links)
A43.1: Verengte Fahrbahn
A43.2: Einseitig (links) verengte Fahrbahn
A43.3: Einseitig (rechts) verengte Fahrbahn
A44: Tunnel
A46.1: Gefälle
A46.2: Steigung
A71: Straßenbahn
A72: Unbeschrankter Bahnübergang
A73: Beschrankter Bahnübergang
A74.1: Eingleisiger Bahnübergang
A74.2: Mehrgleisiger Bahnübergang
A75: Entfernungsbaken
A91: Bewegliche Brücke
A92: Ufer
A95: Seitenwind
A96: Flugbetrieb (Flugzeuge)
A97: Flugbetrieb (Helikopter)
A99: Andere Gefahren

## B: Vorrangzeichen

B11: Vorfahrt gewähren
B11: Vorfahrt gewähren in 500 Metern
B11: Halt in 200 Metern
B13: Halt
B15: Einmündung
B16: Vorfahrtsstraße
B17: Ende der Vorfahrtsstraße
B18: Gegenverkehr Vorrang gewähren
B19: Vorrang vor dem Gegenverkehr

## C: Verbotszeichen

C11.1: Rechtsabbiegen verboten
C11.2: Linksabbiegen verboten
C12: Wendeverbot
C19: Einfahrtverbot
C21: Durchfahrtverbot
C22.1: Einfahrtverbot für Kraftfahrzeuge, Mopeds, Traktoren und Landmaschinen
C22.2: Einfahrverbot für Motorräder
C23.1: Einfahrverbot für Lastkraftwagen
C23.2: Einfahrverbot für Kraftomnibusse
C23.3: Einfahrverbot für Kraftfahrzeuge mit gefährlichen Gütern
C24.1: Einfahrverbot für Traktoren und Landmaschinen
C24.2: Einfahrverbot für Fuhrwerke
C25.1: Einfahrverbot für Fahrräder und Mofas
C25.2: Einfahrverbot für Mofas
C26.1: Einfahrtverbot für Reiter
C26.2: Einfahrtverbot für Fußgänger
C31: Verbot für Fahrzeuge über angegebenes tatsächliches Gewicht
C32: Verbot für Züge über angegebenes Gewicht einschließlich Ladung
C35: Verbot für Fahrzeuge über angegebene tatsächliche Achslast
C36: Verbot für Fahrzeuge über angegebene tatsächliche Doppelachslast
C41: Verbot für Fahrzeuge über angegebene Breite einschließlich Ladung
C42: Verbot für Fahrzeuge über angegebene Höhe einschließlich Ladung
C43: Verbot für Fahrzeuge über angegebene Länge einschließlich Ladung
C51: Überholverbot für Kraftfahrzeuge aller Art
C52: Überholverbot für Lastkraftwagen
C53: Ende des Überholverbotes für Kraftfahrzeuge aller Art
C54: Ende des Überholverbotes für Lastkraftwagen
C55: Zulässige Höchstgeschwindigkeit
C56: Ende der zulässigen Höchstgeschwindigkeit
C59: Ende sämtlicher Streckenverbote
C61: Absolutes Haltverbot
C62: Eingeschränktes Haltverbot
C63: Parkverbot für Fahrräder und Mopeds
C92: Halten zum genannten Zweck

## D: Gebotszeichen

D11.1: Vorgeschriebene Fahrtrichtung – geradeaus
D11.2: Vorgeschriebene Fahrtrichtung – hier links
D11.3: Vorgeschriebene Fahrtrichtung – hier rechts
D11.4: Vorgeschriebene Fahrtrichtung – links
D11.5: Vorgeschriebene Fahrtrichtung – rechts
D11.6: Vorgeschriebene Fahrtrichtung – geradeaus und links
D11.7: Vorgeschriebene Fahrtrichtung – geradeaus und rechts
D11.8: Vorgeschriebene Fahrtrichtung – links und rechts
D12: Kreisverkehr
D15.2: Vorgeschriebene Vorbeifahrt – links vorbei
D15.3: Vorgeschriebene Vorbeifahrt – rechts vorbei
D16: Vorgeschriebene Vorbeifahrt – links und rechts vorbei
D21: Radweg
D22: Gehweg
D23: Reitweg
D26: Getrennter Geh- und Radweg (Gehweg links, Radweg rechts)
D26.1: Getrennter Reit- und Gehweg (Gehweg links, Reitweg rechts)
D26.2: Getrennter Geh- und Radweg (Radweg links, Gehweg rechts)
D26.3: Getrennter Reit-, Geh- und Radweg (Reitweg links, Rad- und Gehweg rechts)
D26.4: Getrennter Reit-, Geh- und Radweg (Rad- und Gehweg links, Reitweg rechts)
D26.5: Getrennter Reit- und Gehweg (Reitweg links, Gehweg rechts)
D27: Gemeinsamer Geh- und Radweg
D27.1: Gemeinsamer Reit-, Geh- und Radweg
D55: Vorgeschriebene Mindestgeschwindigkeit
D56: Ende der vorgeschriebenen Mindestgeschwindigkeit

## E: Hinweiszeichen

E17: Fußgängerübergang (Rechts)
E17.1: Fußgängerübergang (links)
E18: Sackgasse
E18.1.1: Durchlässige Sackgasse für Fußgänger und Radfahrer
E18.1.2: Sackgasse mit einer für Fußgänger und Radfahrer durchgängigen Straße rechts
E18.1.3: Sackgasse mit einer für Fußgänger und Radfahrer durchgängigen Straße links
E19: Einbahnstraße
E21.1: Empfohlene Route für Radfahrer
E21.2: Empfohlene Route für Fußgänger
E21.3: Empfohlene Route für Reiter
E21.4: Empfohlene Route für Mofas
E22.1: Empfohlene Route für Lastkraftwagen
E23: Körperbehinderte
E24: Sehbehinderte
M14: Bushaltestelle
E26.1: Fußgängerüberführung
E26.2: Fußgängerunterführung
E30: Straßenbahnhaltestelle
E31: Bushaltestelle
E33.1: Parkplatz
E33.2: Parkhaus
E34: Notfallbucht
E39: Richtgeschwindigkeit
E40: Ende der Richtgeschwindigkeit
E42: Autobahn
E43: Autostraße
E44: Ende der Autobahn
E45: Ende der Autostraße
E49: Fußgängerzone
E50: Ende der Fußgängerzone
E51: Verkehrsberuhigter Bereich
E52: Ende des verkehrsberuhigten Bereichs
E53: Bereich mit Geschwindigkeitsreduzierung
E55: Beginn der Ortschaft
E56: Ende der Ortschaft
E68.2: Beginn eines Bereichs mit absolutem Haltverbot
E68.4: Beginn eines Bereichs mit zulässiger Höchstgeschwindigkeit
E68.5: Beginn eines Einfahrverbot für Lastkraftwagen
E69: Ende eines Bereichs mit eingeschränktem Haltverbot
E69.3: Ende einer Parkzone
E69.4: Ende eines Bereichs mit zulässiger Höchstgeschwindigkeit
E69.5: Ende eines Bereichs mit Einfahrverbot für Lastkraftwagen
E80: Allgemeine Höchstgeschwindigkeiten
E90: Automatische Geschwindigkeitsüberwachung

## F: Wegweisungszeichen

F11: Pfeilwegweiser auf nicht-Autobahnen
F12: Pfeilwegweiser zur Autobahn
F13: Pfeilwegweiser zu innerörtlichen Einrichtungen mit erheblicher Verkehrsbedeutung
F14: Pfeilwegweiser auf ein temporäres Event
F18: Tabellenwegweiser
F21.1: Nationaler Radweg
F21.1.1: Regionaler oder lokaler Radweg
F21.1.2: Wanderweg
F21.1.3: Reitweg
F21.2: Pfeilwegweiser auf Radwegen
F21.2.2: Pfeilwegweiser auf Wanderwegen
F21.2.3: Pfeilwegweiser auf Reitwegen
F21.3: Tabellenwegweiser auf Radwegen
F21.4: Orientierungstafel für Kreisverkehre auf Radwegen
F30: Spezieller Servicewegweiser
F33.2: Tabellenwegweiser für Parkplätze

## G: Orientierungszeichen

G14: Orientierungstafel für Kreisverkehre
G15: Orientierungstafel mit Fahrstreifenaufteilung
G18: Orientierungstafel in Tabellenform

## H: Informationszeichen

H41: Kilometertafel auf nicht-Autobahnen
H49: Nationalpark
H50: Ende Nationalpark
H51: Schengen-Grenze

## I: Orientierungszeichen (Autobahn)

I13: Orientierungstafel auf der Autobahn

## L: Straßennummern

L41: Europastraße
L42: Primärroute
L43: Sekundärroute
L44: Ringstraße
L45: Nationaler Radweg
L45.2: Regionaler oder lokaler Radweg
L50: Margeritenroute

## M: Servicezeichen

M21: Krankenhaus
M23: Werkstatt
M22: Telefon
M24: Tankstelle
M42: Hotel
M43: Restaurant
M45: Kaffee
M31: Campingplatz für Zelt
M31.1: Campingplatz für Wohnwagen
M46: Toilette
M51: Kirche
M10: Fähre für Radfahrer und Fußgänger
M11: Fähre
M12: Flughafen
M13.3: Stadtbahn
M17: Postfiliale
M30: Primitives Zeltlager für Verkehrsteilnehmer
M35: Badebereich im Freien
M35.1: Badebereich im Innenbereich
M36: Golfplatz
M36: Informationen im Freien
M101: Lebensmittelgeschäft
M112: Hofladen
M115: Yachthafen
M117: Straßenrandunterstand
M125: Kindergarten und Kindertagesstätte

## U: Zusatzzeichen

UA22.1: Schule
UA31: Eisglätte
UA73: Hochspannung
UB11.2: Radfahrer
UB11.3: Straßenbahn
UC20.2: Lieferverkehr frei
UC56: Stadtgebiet
UC60.1: Beschränkung gilt in beide Richtungen
UC60.2: Beschränkung gilt in Fahrtrichtung
UC60.3: Beschränkung gilt entgegen der Fahrtrichtung
UC61: Absolutes Haltverbot
UC62: Eingeschränktes Haltverbot

## Andere Verkehrszeichen

Elche

## Historische Verkehrszeichen

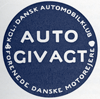
Acht geben
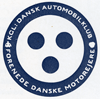
Verbot für Kraftfahrzeuge aller Art
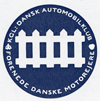
Bahnübergang
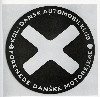
Kreuzung
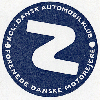
Doppelkurve
A21: Radfahrer
A22: Kinder
A99: Andere Gefahren
B13: Halt
C12: Wendeverbot
C51: Überholverbot für Kraftfahrzeuge aller Art
D21: Radweg
D22: Gehweg
D27: Gemeinsamer Geh- und Radweg
E17: Fußgängerübergang
E33.1: Parkplatz